# Thomas John Anquetil
Thomas John Anquetil (Isola di Jersey, dicembre 1784 – Afghanistan, 12 gennaio 1842) è stato un ufficiale britannico.
Fu l'ultimo ufficiale superiore a comandare le truppe britanniche durante la ritirata da Kabul del 1842. I suoi superiori, i generali Sir William Elphinstone e John Shelton, furono catturati e internati dai ribelli afghani, mentre Anquetil morì combattendo con le sue truppe nei pressi di Jagdalak, vicino al passo Kabul.

## Famiglia
Thomas John Anquetil è registrato come battezzato a casa dei genitori e successivamente registrato a Saint Helier, isola di Jersey, il 17 gennaio 1785. I suoi genitori erano Thomas Anquetil e Marie Poingdestre.

## Carriera militare
Nel 1803 Anquetil è registrato nella 6ª classe dei cadetti in India come cadetto ufficiale destinato al Bengal Native Infantry. Prestò servizio nella Light Brigade durante le guerre anglo-maratha. Comandò il Corpo dei Pionieri, il 22º, il 44º e il 57º Reggimento del Bengal Native Infantry. Nel 1834 fu nominato aiutante del generale Robert Stevenson, durante la campagna di Shekhawati, nella Rajputana Agency. Fu poi nominato brigadier generale e comandò il contingente di Oudh. Passò poi al comando dell'esercito di Shah Shuja Durrani. Fu ucciso il 12 gennaio 1842, durante la ritirata da Kabul, in un'imboscata a Jagdalak o nelle sue  vicinanze.

## Monumenti commemorativi
Anquetil non ha una tomba: come per la maggior parte dei caduti delle sue truppe, i suoi resti sono stati dispersi nei passi montani dell'Afghanistan. È ricordato in due chiese: nella chiesa parrocchiale anglicana di St. Helier, nellisola di Jersey e nella chiesa di St. John a Calcutta.